# La Oreja de Van Gogh
Ван Гогово уво (шп. La oreja de Van Gogh) је музичка група из Сан Себастијана у Баскији, Шпанија. Бенд су оформили 1996. године Пабло Бенегас (шп. Pablo Benegas), Алваро Фуентес (шп. Álvaro Fuentes), Ћаби Сан Мартин (шп. Xabi San Martín), Хариц Гарде (шп. Haritz Garde) и певачица Амаја Монтеро (шп. Amaia Montero), која је напустила групу да би се посветила соло каријери. Од тада, главна певачица је Лејре Мартинес (шп. Leire Martínez).
Мада их многи сврставају у поп-рок жанр, њихових шест студијских албума садрже и елементе многих других музичких праваца попут електронике, чистог рока, ранчере, боса нове и др. Обично певају о љубави, пријатељствима и уопште везама, због чега су и познати широм света - у Латинској Америци, Сједињеним Америчким Државама, а у Европи, поред Шпаније, најпознатији су у Италији и Француској.
Ван Гогово уво је група која је продала више од 8 милиона дискова, што је успех који ниједан други шпански бенд није постигао у 21. веку. Поред тога, освојили су и бројне музичке награде.

## Историја бенда
Првобитни назив бенда био је Безимени (шп. Los sin nombre), а свирали су углавном по ноћним клубовима и баровима обраде песама познатих рок бендова као што су Нирвана, У2 и Перл џем, а вокалиста је био Ћаби Сан Мартин.
Гитариста Пабло Бенегас је 1996. године упознао Амају Монтеро, која са страхом од јавног наступа ипак пристаје да постане певачица овог бенда. Убрзо након тога, инспирисан причом холандског сликара Винсента Ван Гога, бенд мења име у данашњи назив.
Године 1997, бенд се пријављује на поп-рок такмичење у Сан Себастијану. У овом периоду настале су три песме на енглеском језику: Don't let them, One of those days и The worst nightmare. Иако нису освојили ни једну награду, њихов успех је тај што су успели у томе да их народ чује. Настављају са снимањем демо снимака како би учествовали на истом такмичењу наредне године. На овим снимцима се налазе песме Viejo cuento, Dos cristales, Aquella ingrata, El árbol. Године 1998, бенд осваја прво место на такмичењу у Сан Себастијану, а његово име коначно постаје познато.
Њихове песме почињу да се пуштају на радио станицама и 1998. их контактира продукцијска кућа Сони Мјузик. Иако су тада званично имали само три песме, у периоду од два месеца уз помоћ продуцената поменуте куће, успевају да сниме још осамнаест песама које се налазе на њиховом првом албуму Dile a Sol са првим продуцентом Алејом Стивелом. Након овог албума бенд се сели у Мадрид где почиње са првим концертима и турнејама и наставља снимање песама. Следе хитови Еl 28 посвећен линији градског превоза у Сан Себастијану, и Soñaré. Након ових песама бенд добија награду Ondas, за уметнике године.
У периоду од 1996. до 1998. овај бенд је имао 150 концерата, а албум Dile a Sol је продат у 800.000 примерака.
Уследио је други албум El viaje de Copperpot 2000. године за који многи сматрају да је њихов најбољи албум. Продуцент албума био је Енглез Нигел Валкер. Име албума је инспирисано ликом из дечијег филма Гуниси. На овом албуму се налази један од највећих хитова Cúidate, као и хитови La Playа, Chica del gorro azul, Soledad и París. За време снимања албума бенд је сарађивао са многим уметницима као што су Алекс Убаго и Хосе Луис Переалес са којим је снимљена песма Porque te vas. Иако бенд није био нарочито популаран у Латинској Америци, у Шпанији је El viaje de Copperpot продат у више од 1.000.000 примерака.
Године 2003. издат је албум Lo quе te conté mientras te hacías la dormida, који се по стилу мало разликује од претходна два албума. Хит Росас освојио је прва места на листама, а бенд договара више од 60 концерата међу којима је најпознатији концерт у Мадриду где су наступали са бендом El canto de loco. Такође, наступају у Француској, Мексику, Јапану, и Чилеу, где су на фестивалу Виња дел мар освојили награду за најпопуларнији бенд године. Овај диск је продат у 75.000 примерака у Шпанији, 50.000 у Мексику и 88.000 у Чилеу што га је учинило најпродаванијим албумом 21. века.
Године 2004. издат је диск En directo са снимљеним наступима и концертима, а са следећим албумом Гуапа, који је мешавина поп и реге музике, славе десет година свог постојања, и исте године поново освајају награду за најпопуларнији бенд године на фестивалу у Чилеу. Такође освајају и греми награду за најбољи албум, вокал, поп дует или бенд. Без обзира на турнеје у Чилеу, Шпанији и Италији овај албум не стиче велику популарност, а укључује хитове као што су Dulce locura, Mi vida sin ti, Perdida, En mi lado del sofá, Más guapa, Bambola di pezza и Dolce folla. Након овог малог неуспеха, 2007. године, певачица Амаиа Монтеро напушта бенд како би започела соло каријеру. Момци остају у потрази за новим вокалом, а у међувремену издају диск Grandes ehitos са највећим хитовима. Пада на једанаесто место на листи најпродаванијих албума.
У мају 2008. објављено је име нове певачице Леире Мартинес учеснице првог шпанског X фактора. У јуну ове године бенд издаје албум A las cinco en el Astoria, са којим се поново пење на прво место на лист најпродаванијих албума. Стил је скоро остао непромењен с тим што се уочавају јачи звуци инструмената. Овим албумом стичу популарност у неким земљама јужне Америке као што су Аргентина, Мексико и Колумбија. Албум је продат у 500.000 примерака.
Следећа два албума са новим вокалом била су Nuestra casa izquierda del tiempo и Un viaje al Mar Muerto. За први албум музику је извео симфонијски оркестар из Братиславе. У то време, одржали су турнеје у Мексику, заједно са мексичким бендом Реик, и у Израелу са израелским певачем Давидом Брозом, с којим су снимили песму Четвртак на хебрејском. Исте године награђени су Златном трубом, престижном наградом коју додељује град Сан Себастијан. Након више од 120 концерата објављују албум Cometas por el cielo и освајају награде за најбољи спот и за најбољу турнеју.
У албуму El Plan B раде на новом пројекту и објављују конкурс на који су фанови слали приче како би они изабрали једну и о њој написали песму. У марту 2013. од 15.000.000 послатих прича изабрана је једна коју су послале две сестре Нуриа и Ракел Дијас и као резултат пројекта настаје песма Otra vez me has sacado a bailar. Последњи албум Primera fila садржи хитове Una u otra vez, El primer día de resto de mi vida, и Cuando dices adiós. Овај албум је један од најпродаванијих албума Јужне Америке.

## Мелодија, звук и стил бенда
Звук бенда одликује се употребом меких и мелодичних звукова, варирајући између "забавних" песама и других, песама у поп-рок стилу. Истина је да је њихов први албум Dile al sol најближи рок стилу, међутим, временом, током својих пет студијских албума, њихова се музика удаљавала од рока, отварајући могућности за друге ритмове као што су ранчера, боса нова, денс или електроника.
Године 1998. представили су свој први албум, албум поп-рок стила, што се може приметити у песмама као што су El 28, Pesadilla или Qué puedo pedir. Такође, има и балада као што су Cuéntame al oído, у којој девојка говори о свом првом пољупцу или Dos cristales која говори о стварима са различитих гледишта.
El viaje de Copperpot је албум са песмама различитих музичких стилова. Први сингл овог албума Cuídate тема је која највише подсећа на њихов претходни албум и повезује се са новим звуцима, присутним поготово у Паризу. Прати је и Los amantes del círculo polar са мешавином електронских звукова. Док је La playa, несумњиво, једна од најуспешнијих њихових песама, тема која је постала једна од најбољих балада у историји шпанског попа. Песме романтичне, опроштајне или филозофске (Mariposa); испуњавају једну шаролику турнеју у којој их такође прате и песме El Canto del Loco и Estopa.
Албум Lo que te conté mientras te hacías la dormida настаје у истом студију за снимање, са истим продуцентом, али група поново изненађује необичним звуцима и ритмовима. На пример, Geografía (шести сингл), песма која апелује на солидарност, Vestido azul (пети сингл), трагичан крај за једну љубав, Bonustrack (осми сингл), познат по свом поп-денс стилу или Historia de un sueño (седми сингл), који говори о девојци коју посећује њена мајка, која живи на небу. Први сингл  говори о сломљеном срцу, трећи сингл  говори о вези која је раскинута, али се не може заборавити. Остале песме говоре о имиграцији као што је случај са La esperanza debida, о тешкој тузи као у Tú y yo, La paz de tus ojos, Adiós и Perdóname, и о сестринској љубави у Nadie como tú коју Амаја посвећује својој сестри.
Албуме Guapa y Más Guapa карактерише таман звук првог сингла Muñeca de trapo који означава нови период у стварању музике овог бенда. У овом албуму говори се и о темама као што су дрога кроз песму Perdida или неверство Manhattan. Други сингл Dulce locura је био јако успешан. Поновно издавање овог албума, које је изашло крајем 2006. године, обележило је десетогодишњицу од оснивања групе, под називом Más Guapa, које укључује и други ЦД са необјављеним песмама.
Пети албум групе је објављен у Шпанији 2. септембра 2008. године и носи назив A las cinco en el Astoria, где се, по први пут, публика среће са новом певачицом Леире Мартинес. Овај назив јесте алузија на старо место сусрета младих из Сан Себастијана. Данас се на том месту гради хотел. На диску су почели да раде у септембру, у тренутку када је Амаиа Монтеро објавила да напушта групу. Диск је снимљен између маја и јуна 2008. године, у Француској, где су снимљена и претходна три диска. Прва песма носи назив El último vals и у тој песми се први пут чује глас нове певачице Леире. Затим следе песме попут Inmortal, Jueves, где је глас певачице пропраћен клавиром, а песма је посвећена нападима који су потресли Мадрид 11. маја 2004. године, и говори о љубави двоје младих који су се тог дана затекли у возу. Песма Más је поп песма у стилу деведесетих, a говори о жени која се заљубљује на први поглед. Песма Sola говори о жени која након ноћи проведене са својим партнером схвата да је остала сама. Ова песма је и почетак песме París са следећег албума.
Шести студијски албум ове групе носи назив Cometas sobre el cielo, а објављен је 13. септембра 2011. године. Овај албум се, за разлику од својих претходника, одликује бржим ритмом и електронском музиком. У Шпанији и Мексику се продавао невероватно брзо. Прва песма са овог албума La niñа que llora en tus fiestas се нашла на самом врху свих листа. Ту су и песме Día cero говори о свађи једног љубавног пара, баладе Un minuto más говори о очевом болу након губитка ћерке, Paloma blanca која говори о једној жени која је изгубила бебу и Mientras quede por decir una palabra која говори о нади која одржава једну љубавну везу у животу. Песма Dos copos de nieve се разликује од осталих јер је у потпуности у рок стилу.

## Чланови бенда
Пабло Бенегас Урабајен
Рођен је 21. јуна 1976. године у Сан Себастијану (Баскија, Шпанија). Отац му је политичар и бивши председник Социјалистичке партије Баскије – Хосе Марија Бенегас Хадад, а мајка службеник – Маите Урабајен. Има млађу сестру – Тересу. Сан му је да се бави кинематографијом и глумом. Поред тога што је члан групе Ван Гогово уво, режирао је и краткометражни филм Обећање у ком је учествовала његова супруга Еидер Ајусо. У групи је гитариста и композитор.
Алваро Фуентес
Рођен је у месту Гуећо (Баскија, Шпанија) 17. септембра 1975. и басиста је у групи. Био је четврти од петоро браће и сестара, одувек је био немирног духа и сањао је да постане професионални фудбалер. 2010. године оженио се својом дугогодишњом девојком Аном. Веома воли да чита, гледа хорор филмове, сурфује, као и да се бави другим екстремним спортовима.
Хабијер Сан Мартин
Рођен је 20. маја 1977. у Сан Себастијану (Баскија, Шпанија). Што се тиче његове каријере, поред тога што је клавијатуриста и композитор, сарађивао је са самосталним ауторима као што је Паулина Рубио (песма Ни једна једина реч), Серхио Риверо (песма Са тобом), Фран Переа (деби албум). Такође је компоновао музику и написао текст за једну маркетиншку кампању банке у Билбау, што је отпевала певачица Наиара Рус Експосито. Иста песма је коришћена и у шоуу Операција Тријумф. Ван Гогово уво је формирао заједно са својим пријатељима током студија менаџмента на Баскијском Универзитету. Био је последњи мушки члан који се прикључио бенду. Компоновао је највеће хитове групе, као што су: Руже, Четвртак, Плажа.
Ариц Гарде Фернандес
Рођен је 23. јануара 1976. у Сан Себастијану (Баскија, Шпанија). Упознао је Пабла Бенегаса и Алвара Фуентеса за време студија права на Баскијском Универзитету. Тренутни је бубњар групе. Има двоје браће и сестара – Аиноу и Ињига, а ожењен је Силвијом, са којом има и ћерку Паулиту.
Амаиа Монтеро
Рођена је у Ируну (Баскија, Шпанија) 26. августа 1976. године. Започела је студије хемије, које је касније напустила да би се посветила психологији. Прославила се као вокалиста групе којој се прикључила 1996. године. Након непуних девет година, тачније 2007. године, отпочела је своју соло каријеру. Током своје каријере певала је на шпанском, баскијском, каталонском, италијанском, енглеском и француском језику.
Леире Мартинес
Рођена је у Рентерији (Баскија, Шпанија) 22. јуна 1979. године. Тренутни је вокалиста групе. Своју певачку каријеру је започела 2007. године, када је ушла у ужи круг избора за победника емисије X-Фактор. Изабрана је за вокалисту већ наредне године, када су преостали чланови групе организовали конференцију за штампу, где су нову певачицу представили широј публици.

## Дискографија
Са Амајом Монтеро
| Година    | Наслов | Тираж      |
| --------- | ------ | ---------- |
| 18/5/1998 |        | +1.000.000 |
| 11/9/2000 |        | +2.000.000 |
| 28/4/2003 |        | +1.500.000 |
| 25/4/2006 |        | +1.000.000 |

Са Леире Мартинес
| Година    | Наслов | Тираж    |
| --------- | ------ | -------- |
| 02/9/2008 |        | +600.000 |
| 13/9/2011 |        | +300.000 |

## Турнеје
| Година    | Назив                       |
| --------- | --------------------------- |
| 1998/1999 |                             |
| 2001/2002 |                             |
| 2003      | (Заједно са групом )        |
| 2003/2005 |                             |
| 2006/2007 |                             |
| 2007      |                             |
| 2009      |                             |
| 2009/2010 | (Са групом Реик, у Мексику) |
| 2011/2012 |                             |
| 2014      | 2014                        |

## Наступи бенда
За четрнаест година постојања, одржали су преко петсто концерата. Први концерт је одржан давне 1998. године. Објављена су и два DVD-а са концерата. Осим Шпаније гостовали су и у САД, Мексику Колумбији, Чилеу, Перуу, Венецуели, Куби, Гватемали, Салвадору, Панами, Никарагви, Аргентини, Уругвају, Израелу, Јапану, Француској и многим другим земљама.
Прву турнеју су одржали одмах након што су објавили први албум. Током ње, одржали су преко 100 концерата широм Шпаније. Турнеја је трајала од новембра 1998. до новембра 1999. године. Пратиле су их групе Пирати и Људи Ге. Њихов први диск је продат у 700.000 примерака. Са ове турнеје сачувана су два ЦД-а у аудио формату и један у видео-запису. Прекинута је, јер су извођачи морали да се врате на факултете због почетка испитног рока.
Турнеја El viaje de Copperpot је прва интернационална турнеја, али није доживела велики успех. Одржана је у периоду 2001/ 2002. године.
Можда најпознатија турнеја ове групе јесте турнеја под називом Lo que te conté mientras te hacías la dormida одржана у периоду 2003/2005. године. Наступали су у Француској и Јапану.
Последња турнеја током које их је пратила Амаиа Монтено је била турнеја под називом Guapa током 2006. и 2007. године.
У периоду 2009/2010. године одржана је турнеја A las cinco en el Astoria. То је прва турнеја у којој је учествовала нова певачица Леире Мартинес. 2010. и 2011. годину је обележила турнеја под називом Nuestra casa a la izquierda del tiempo. Ова турнеја је доживела невероватан успех, карте су распродате у року од неколико сати. Осим тога што је обухватила највише песама, за ову турнеју се може рећи да је била врло енергична.